# Sônia Benedito
Pour les articles homonymes, voir Benedito.
Sônia Benedito est une ancienne joueuse brésilienne de volley-ball née le 19 janvier 1978 à São Paulo. Elle mesure 1,85 m et jouait au poste de réceptionneuse-attaquante. 

## Clubs
| Club                      | De        | À         |
| ------------------------- | --------- | --------- |
| Esporte Clube Pinheiros   | 1994-1995 | 1995-1996 |
| Grêmio de Vôlei Osasco    | 1996-1997 | 1999-2000 |
| Clube Regatas Flamengo    | 2000-2001 | 2000-2001 |
| Fluminense Football Club  | 2001-2002 | 2003-2004 |
| Minas Tênis Clube         | 2004-2005 | 2004-2005 |
| Grêmio de Vôlei Osasco    | 2005-2006 | 2005-2006 |
| Santeramo Sport           | 2006-2007 | 2007-2008 |
| Castellana Grotte         | 2008-2009 | 2009-2010 |
| Esporte Clube Pinheiros   | 2010-2011 | 2010-2011 |
| Sesi-SP                   | 2011-2012 | 2011-2012 |
| Campinas Voleibol Clube   | 2012-2013 | 2012-2013 |
| São Bernardo              | 2013-2014 | 2013-2014 |
| Vôlei Bauru               | 2014-2015 | 2014-2015 |
| São Caetano Esporte Clube | 2015-2016 | 2015-2016 |

## Palmarès
- Championnat du Brésil
  - Vainqueur : 2001
  - Finaliste : 2006